# Грау, Юрке
Ханс Рудольф Юрке Грау (нем. Hans Rudolf Jürke Grau; 15 февраля 1937, Лейпциг, Саксония — 25 декабря 2022) – немецкий ботаник.
Сотрудник института Ботанической систематики в университете Мюнхена. Основанная область интересов систематика растений семейств Сложноцветные, Бурачниковые и др. Исследовал вопросы эволюции и видообразования флоры Чили.

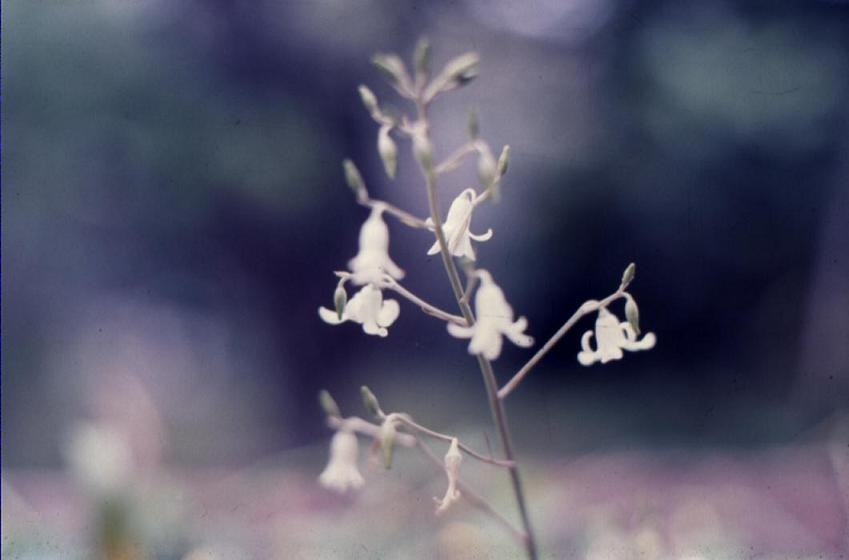
Conanthera minima

Скончался 25 декабря 2022 года.

## Научные работы
- 1977:   Myosotis, in: DAVIS, P. ed. Flora of Turkey 6: 264-280
- 1978: Astereae — systematic review, in: HEYWOOD et al. eds: The Biology and Chemistry of the Compositae, Academic Press
- 1995: Carl Friedrich Philipp von Martius. — Rundgespr. Komm. Ökologie 10 “Tropenforschung”: 19-28
- 1983 Eine Neue Art der Gattung Conanthera (Tecophilaeaceae) aus Mittelchile
- 1984:& GRONBACH, E.  Untersuchungen zur Variabilität in der Gattung Schizanthus (Solanaceae). Mitt. Bot. München 20:111-103.